# Trolltjärnarna (Degerfors socken, Västerbotten)
Trolltjärnarna är en sjö i Vindelns kommun i Västerbotten och ingår i Sävaråns huvudavrinningsområde.